# Acaxee
Les Acaxees étaient un peuple ou un groupe de tribus de la Sierra Madre occidentale à l'est de Sinaloa et du nord-ouest de Durango (municipalité de Tamazula) au Mexique. Leur culture était basée sur l'horticulture et l'exploitation de la vie animale et végétale sauvage. Ils sont considérés comme éteints en tant que groupe ethnique identifiable,,,.

## Histoire

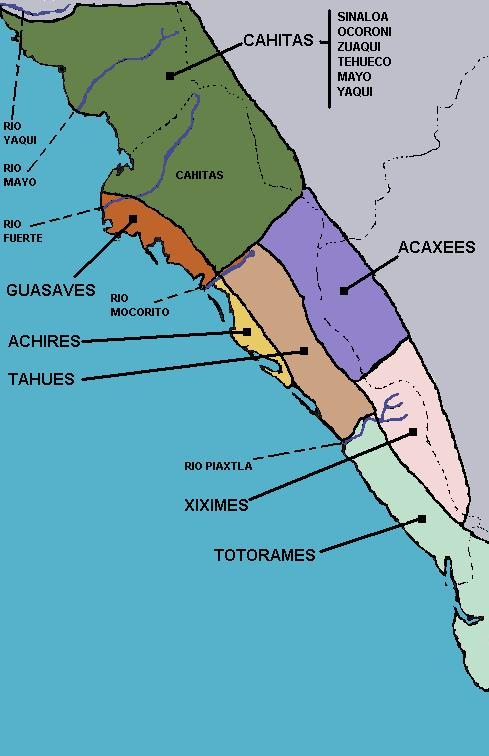
Groupes ethniques dans le Sinaloa pré-hispanique

En décembre 1601 les Acaxees, sous la direction d'un patriarche nommé Perico, ont commencé à se soulever contre la domination espagnole. Cette révolte s'appelait la Rébellion acaxee. Ils auraient été convertis au catholicisme par la société des jésuites en 1602. Les premiers récits de missionnaires jésuites font état de guerres continuelles et de cannibalisme chez les Tepehuan, les Acaxee et les Xixime qui habitaient la Nouvelle-Biscaye. L'ethnographe Ralph Beals a rapporté au début des années 1930 que la tribu des Acaxee de l'ouest du Mexique jouait un jeu de ballon appelé le "vatey ou batey" sur "une petite place très plate, avec des murs sur les côtés".

## Langue
Plusieurs dialectes étaient usités par les Acaxees parmi lesquels onle tebeca, le sabaido. Ils étaient liés aux langues tahue et xixime. Ces dialectes appartenaient à la branche cahitique des langues taracahitiques du uto-aztèque du sud.

## Sous-divisions
- Acaxee
- Sabaibo
- Tebaca
- Papudo
- Tecaya